# Biserica de lemn din Dimulești

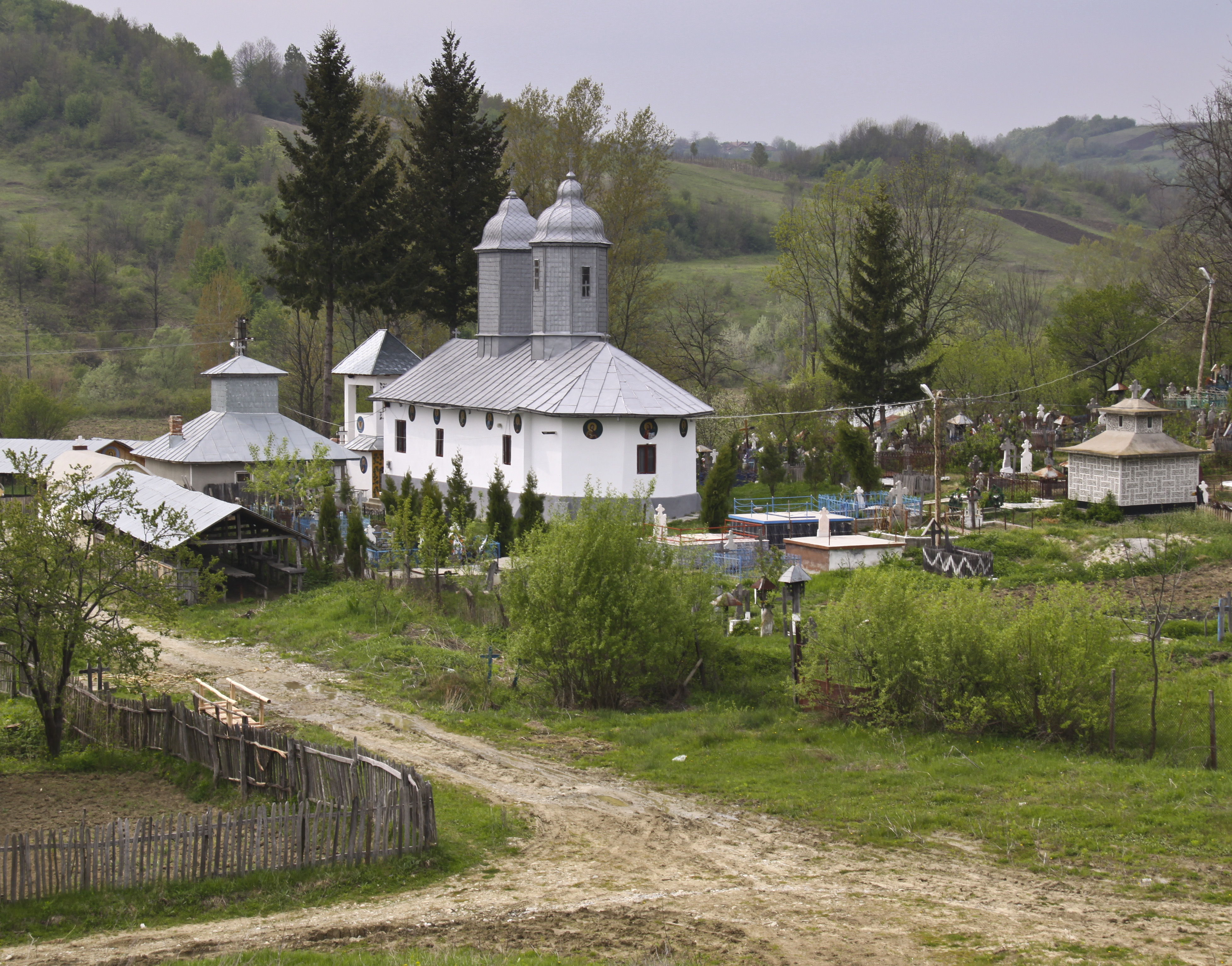
Biserica de lemn din Dimuleşti, vedere dinspre sud-est, foto: 2010

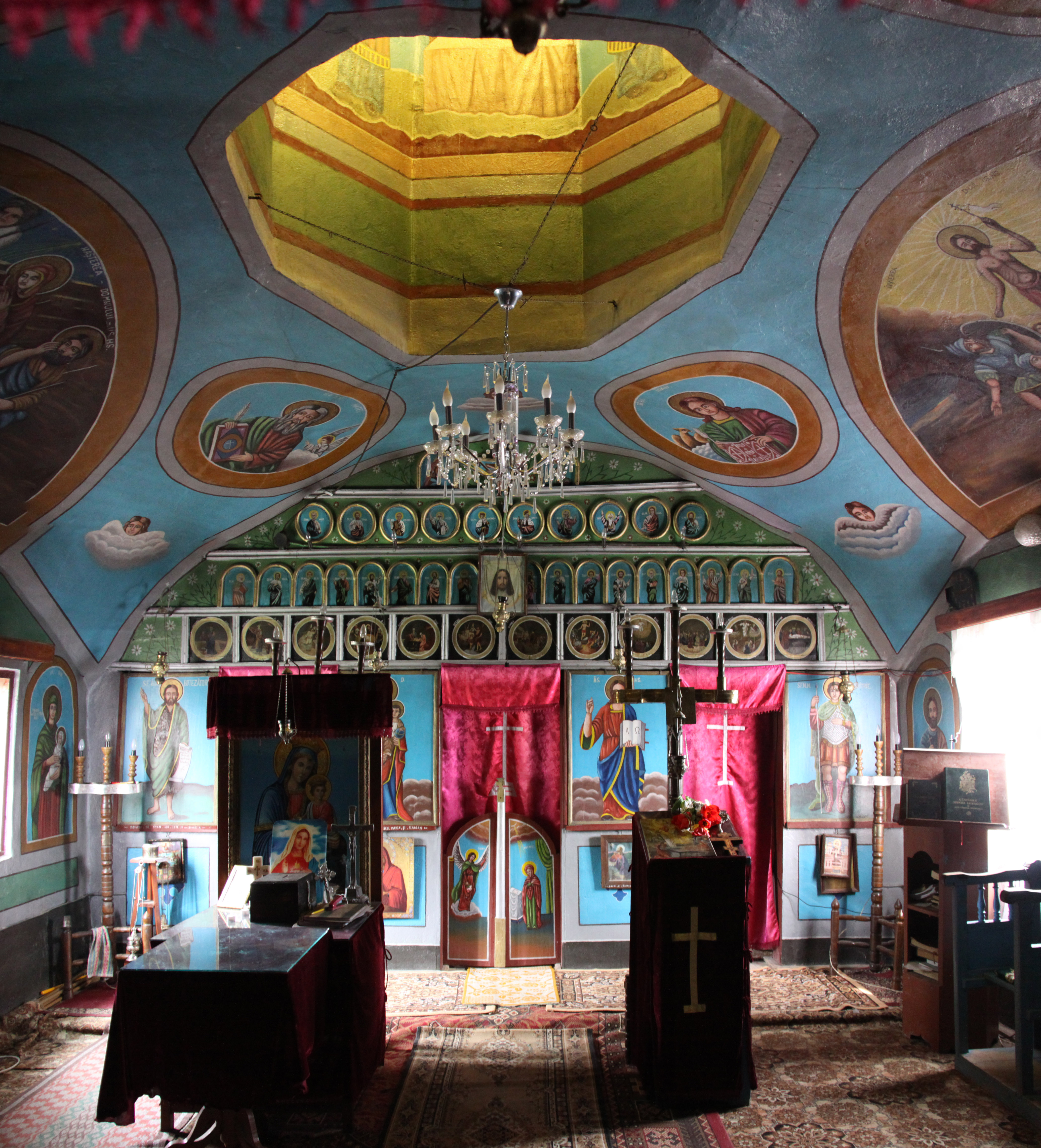
Naosul cu acoperirea sa semisferică şi turla centrală, foto: 2010

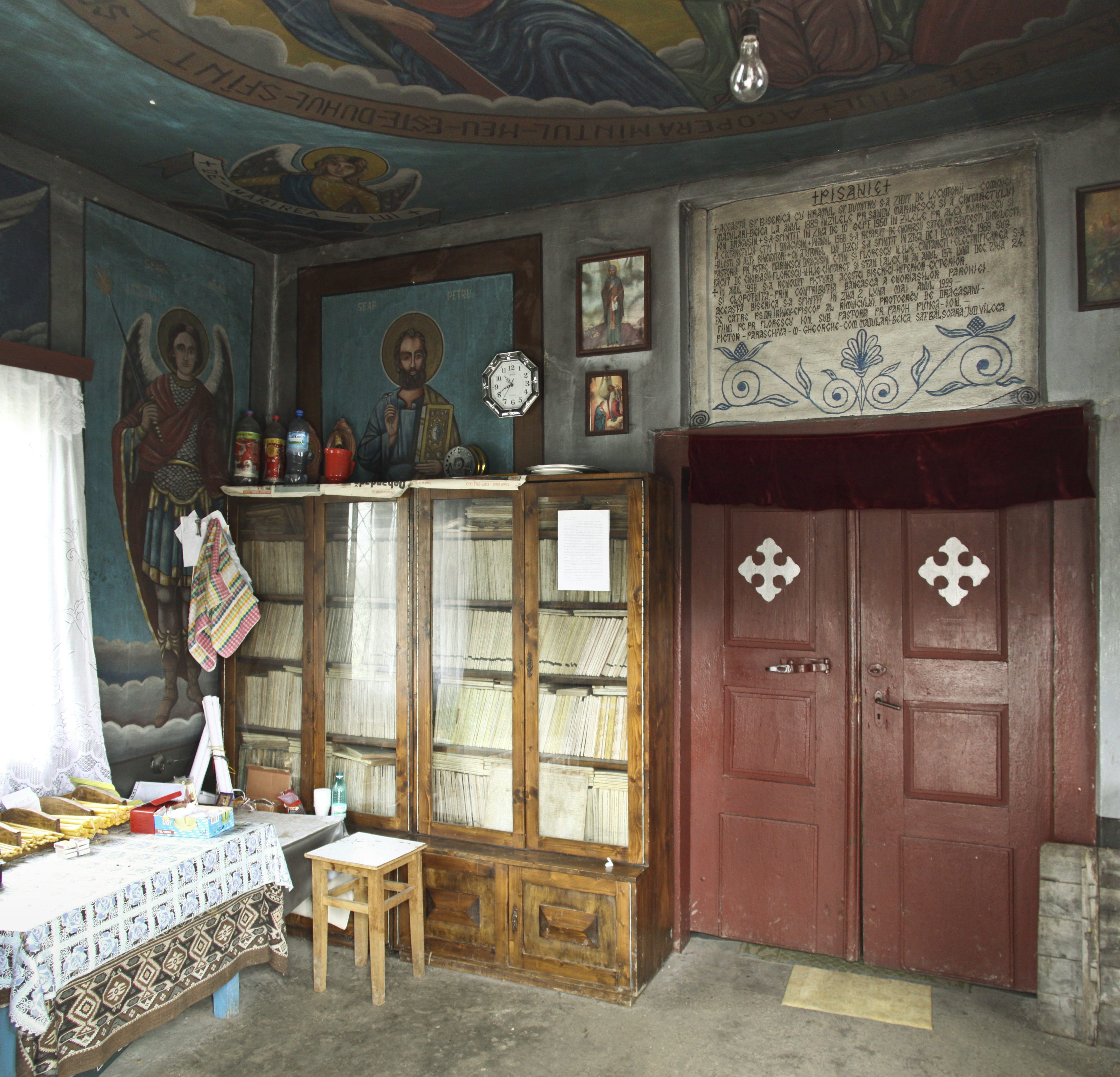
Pridvorul închis, amenajat în arhivă şi bibliotecă parohială, intrarea cu pisania-cronică de la 1999, foto: 2010

Biserica de lemn din Dimulești se află în localitatea Dimulești, comuna Mădulari, județul Vâlcea. Biserica, în forma sa actuală, a fost prefăcută în anul 1889 și poartă hramul „Sfântul Dumitru”. Se înscrie în șirul de lăcașe vechi transformate sau refăcute după modelul bisericilor de zid, spre sfârșitul secolului 19, cu două turle, una peste pronaos și a doua peste naos. Biserica este înscrisă pe noua listă a monumentelor istorice, LMI 2004:  VL-II-m-B-09743.

## Istoric
Vechea biserică de lemn era ridicată pe la 1741 și fusese reparată în 1850. Pe baza dimensiunilor reduse este posibil ca vechiul lăcaș să fie cuprins în cel de acum. În forma actuală, construcția este rezultatul unor lucrări de renovare semnificative în anul 1889. Cu acel prilej, modelul tradițional de lăcaș de cult a fost înlocuit cu altul nou, inspirat de bisericile de zid.. Pereții de lemn au fost înălțați cu câteva rânduri de bârne, apoi în întregime cercuiți, tencuiți și pictați, atât în interior cât și în exterior. Peste cele două încăperi centrale, pronaosul și naosul, au fost ridicate bolți aparent semisferice și turle înalte. 
Momentul de răscruce de la 1889 al acestui lăcaș și etapele de întreținere care au urmat au fost surprinse într-o pisanie-cronică recentă. Aceasta începe cu momentul de răscruce de la 1889: „Această sfântă biserică cu hramul Sfântul Dumitru, s-a zidit de locuitorii comunei Mădulari-Beica la anul 1889, în zilele pr[eotului] Sandu Marinescu și a cântărețului Ion Drăgușin”
Pisania continuă cu informații despre o reparație care a avut loc în anul 1950: „S-a sfințit în ziua de 10 sept[embrie] 1950 în zilele pr[eotului] Alex[andru] Marinescu și a cântărețului Constantin I. Drăgușin.”
În a treia parte este surprinsă încă o reparație necesară, încheiată în anul 1968: „În anul 1968 s-a reparat de enoriașii satelor Băntești, Dimulești, Hălești și alți binevoitori. Cu ajutorul lui Dumnezeu s-a sfințit în ziua de 1 decembrie 1968 sub păstoria pr[eotului] Petre Marinescu , Drăgușin Constantin, și Florescu N. Ilie, cântăreți.”
În partea de încheiere sunt surprinse eforturile de înoire și întreținere ale lăcașului din ultima parte a secolului 20: „Electrificarea s-a făcut de enoriașii Florescu N. Ilie cântăreț, și Stan I. Alex în anul 1974 luna dec[embrie], ziua 24.” „În anul 1998 s-a renovat pictura acestei biserici interior-exterior și clopotnița, prin contribuția bănească a enoriașilor parohiei. Această biserică s-a sfințit în ziua 2 luna mai anul 1999 de către p. s. dr. Irineu episcop al Râmnicului, protoereu de Drăgășani fiind p.c. pr[eotul] Florescu Ion, sub păstoria pr[eotului] paroh Pungă Ion, pictor Paraschiva M. Gheorghe, com. Mădulari-Beica, sat Bălșoara, jud. Vâlcea”.

## Trăsături
Înoirile din secolul 20 surprinse în pisanie au avut menirea de a întreține construcția în trăsăturile ei caracteristice de la 1889. Se disting cele patru încăperi tradiționale, înșiruite de la vest la est: pridvorul, pronaosul, naosul și altarul. În planimetrie și dimensiuni la nivelul fundației, acestea pot păstra datele inițiale, dinnainte de 1889. În elevație, construcția e dominată de cele două turle așezate în axul bisericii, peste pronaos și naos. Turla de peste naos este deschisă spre interiorul încăperii, aruncând o lumină îndirectă în centru și ridicând privirea spre medalionul pictat cu chipul lui Iisus în partea superioară. Bolta navei este racordată cu calote între pereți și deschizătura poligonală a turlei. Pridvorul este închis, probabil de la ultima renovare. 

## Imagini exterioare

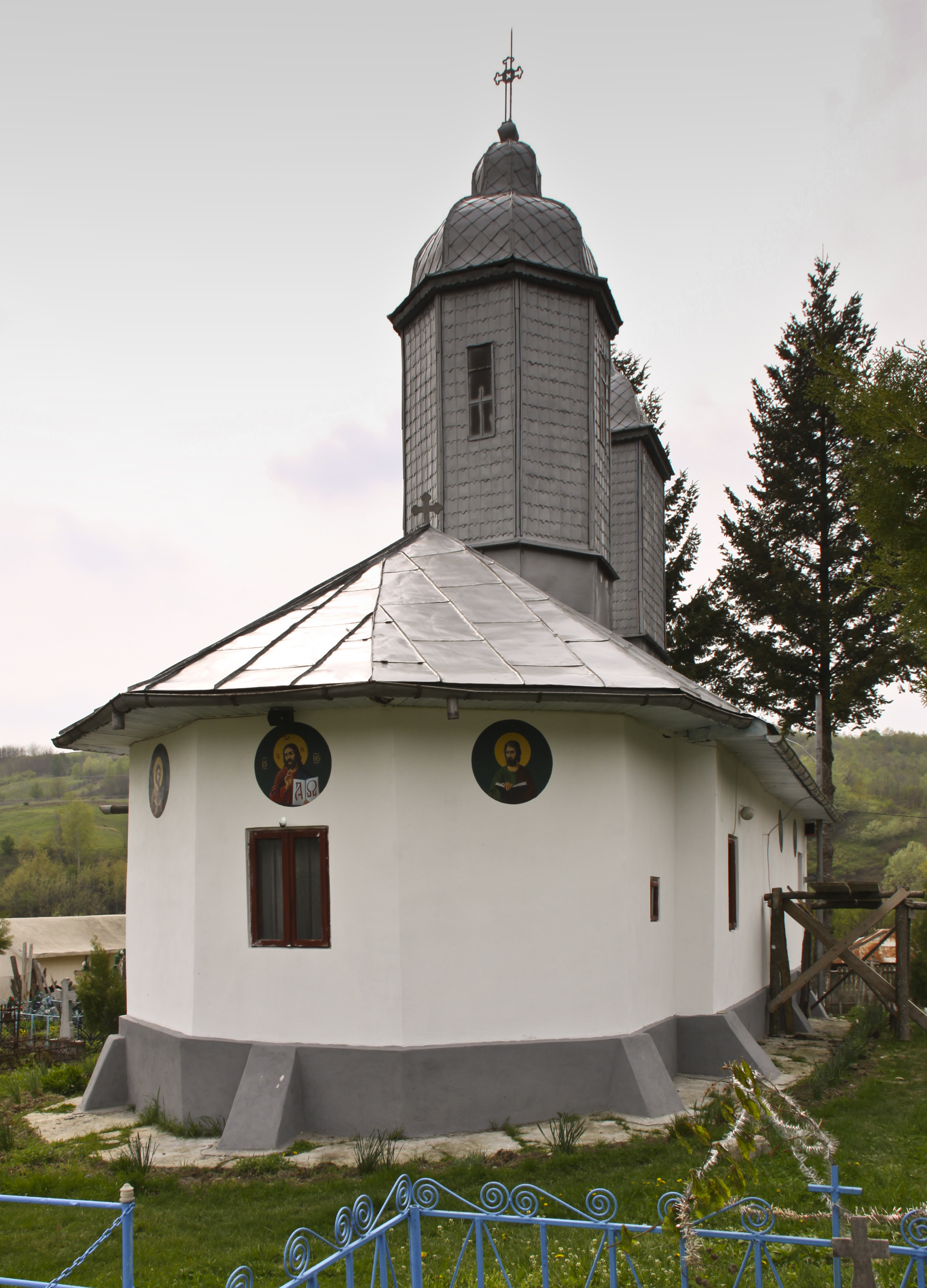
răsărit
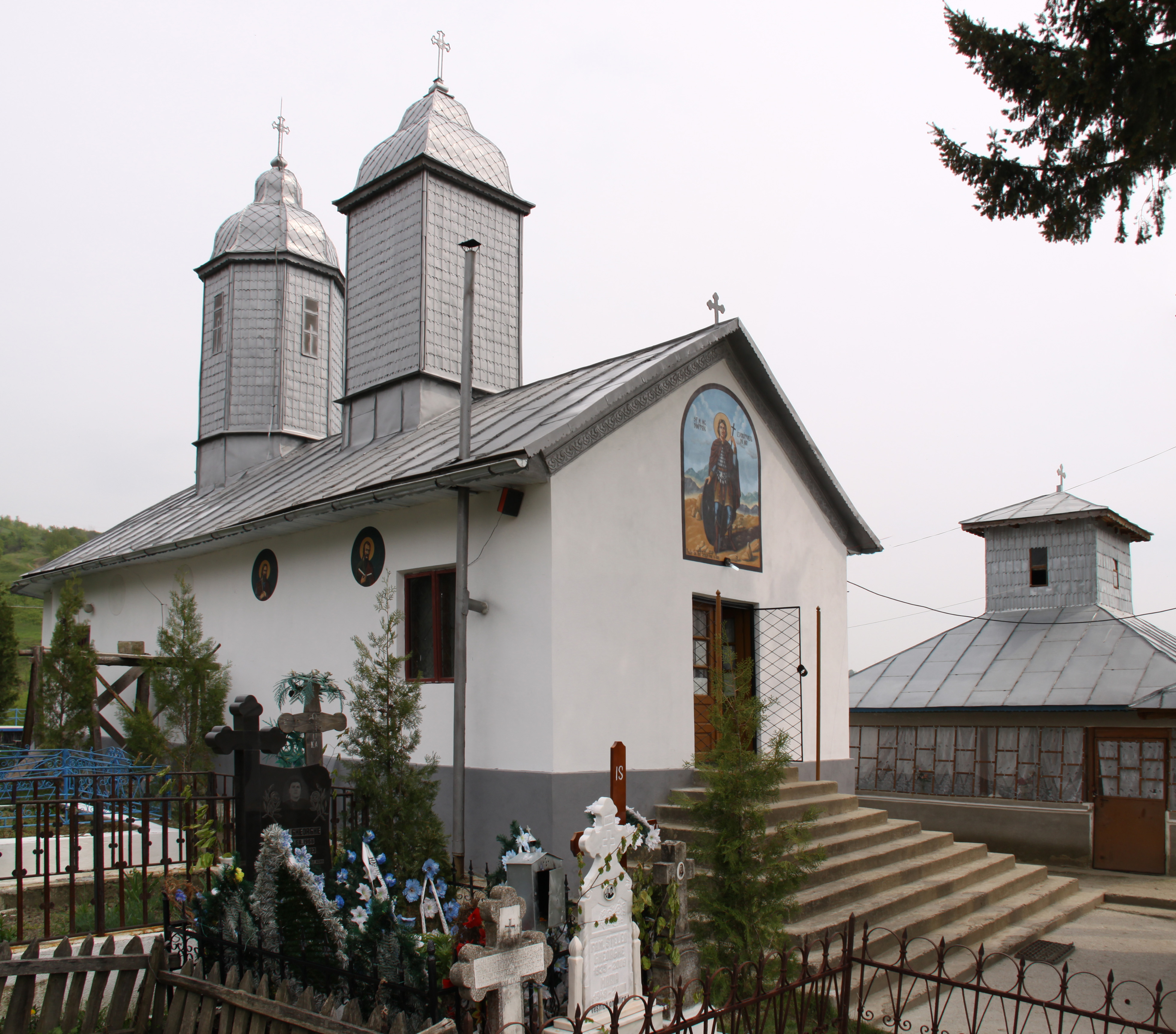
nord-vest
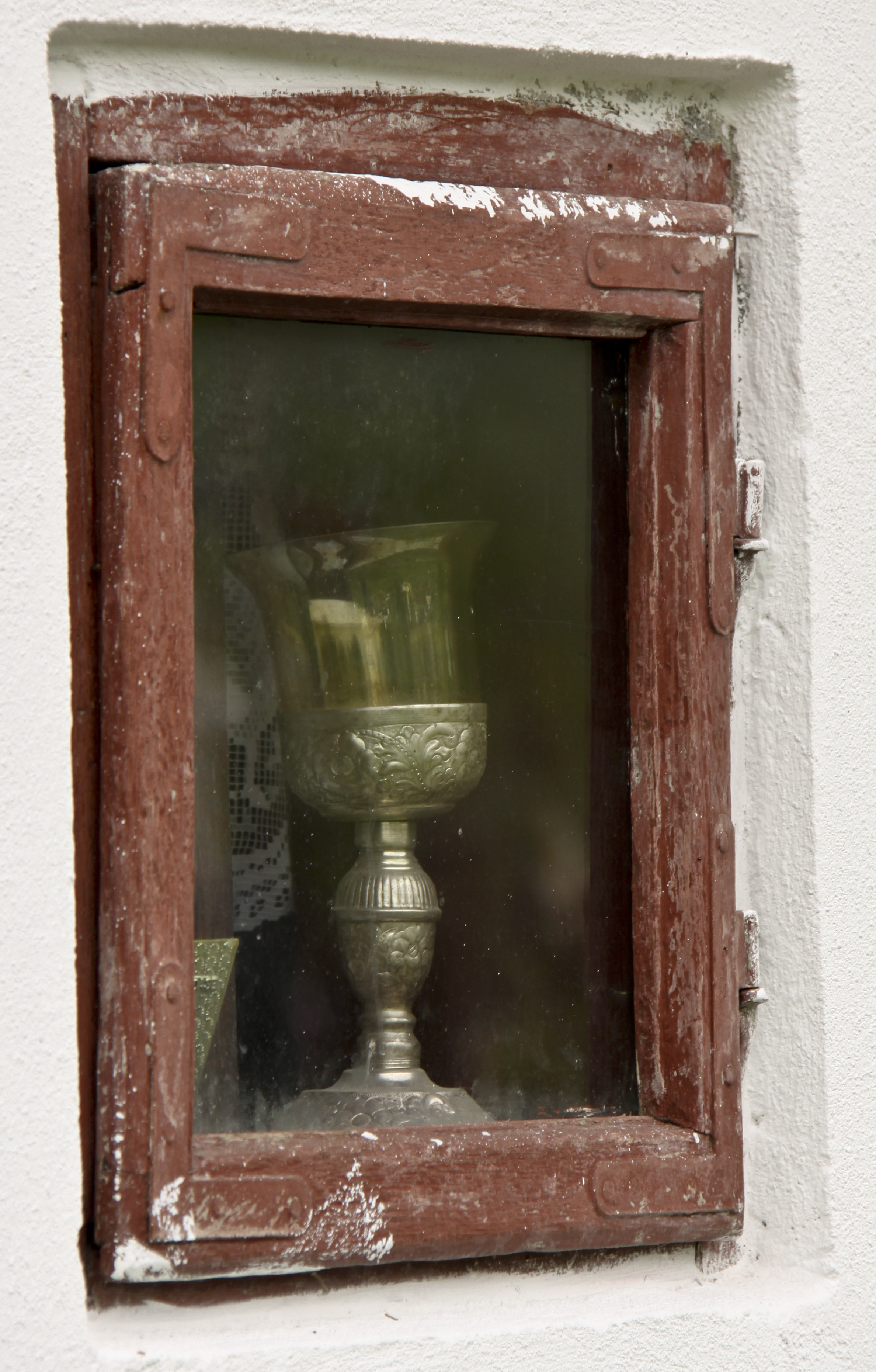
fereastră altar

## Imagini interioare

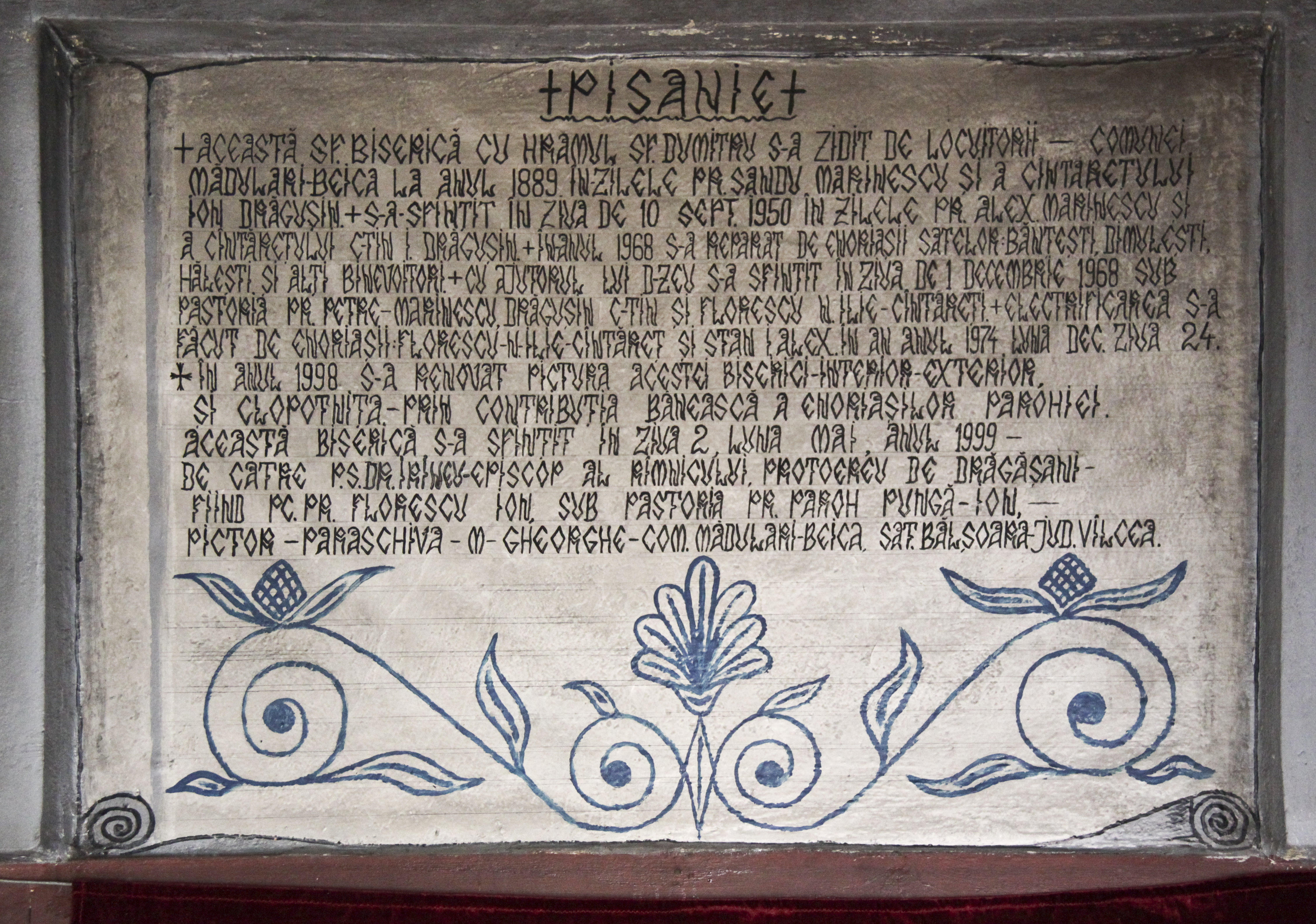
pisanie-cronică 1999
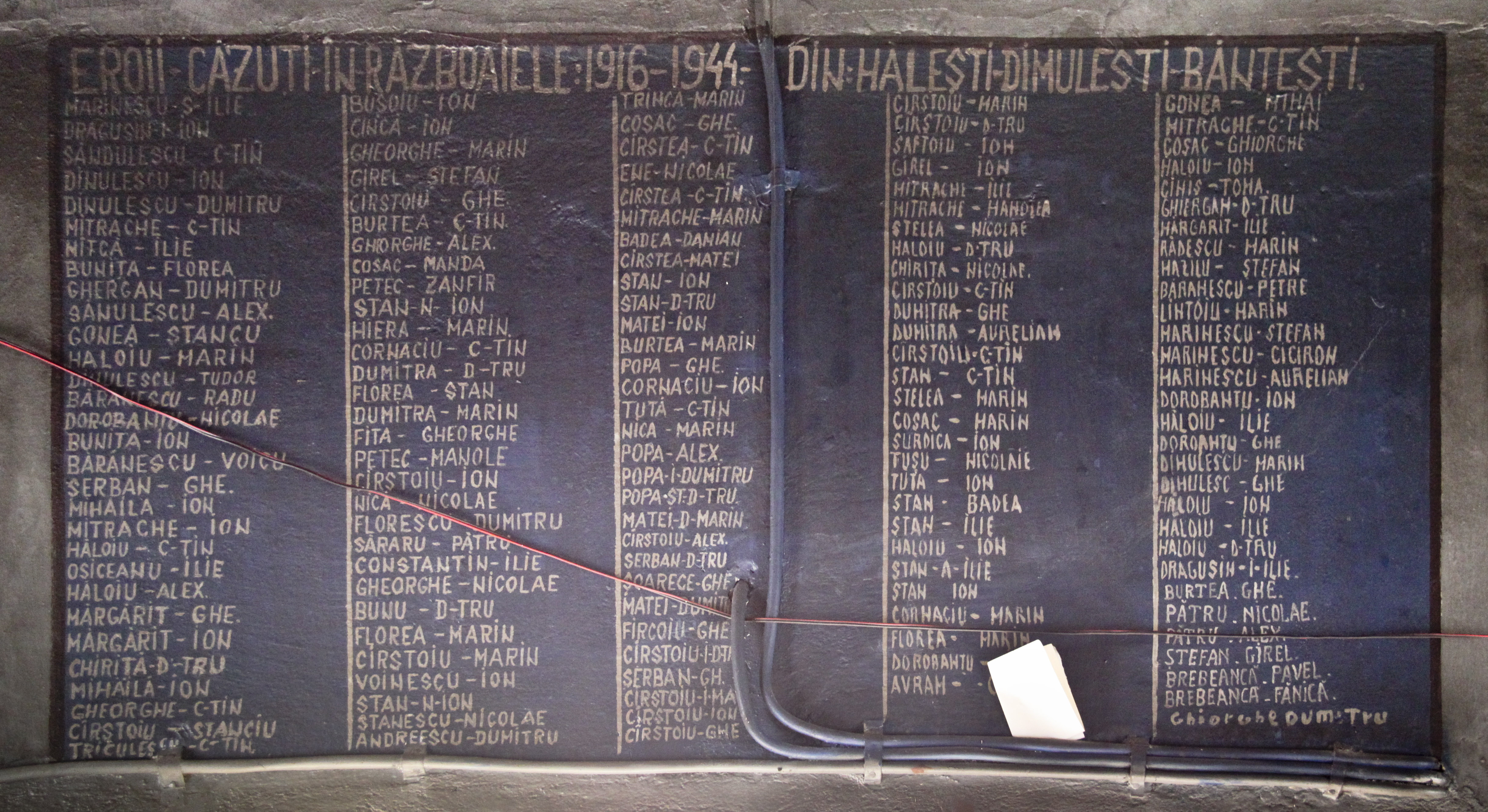
tabelul eroilor
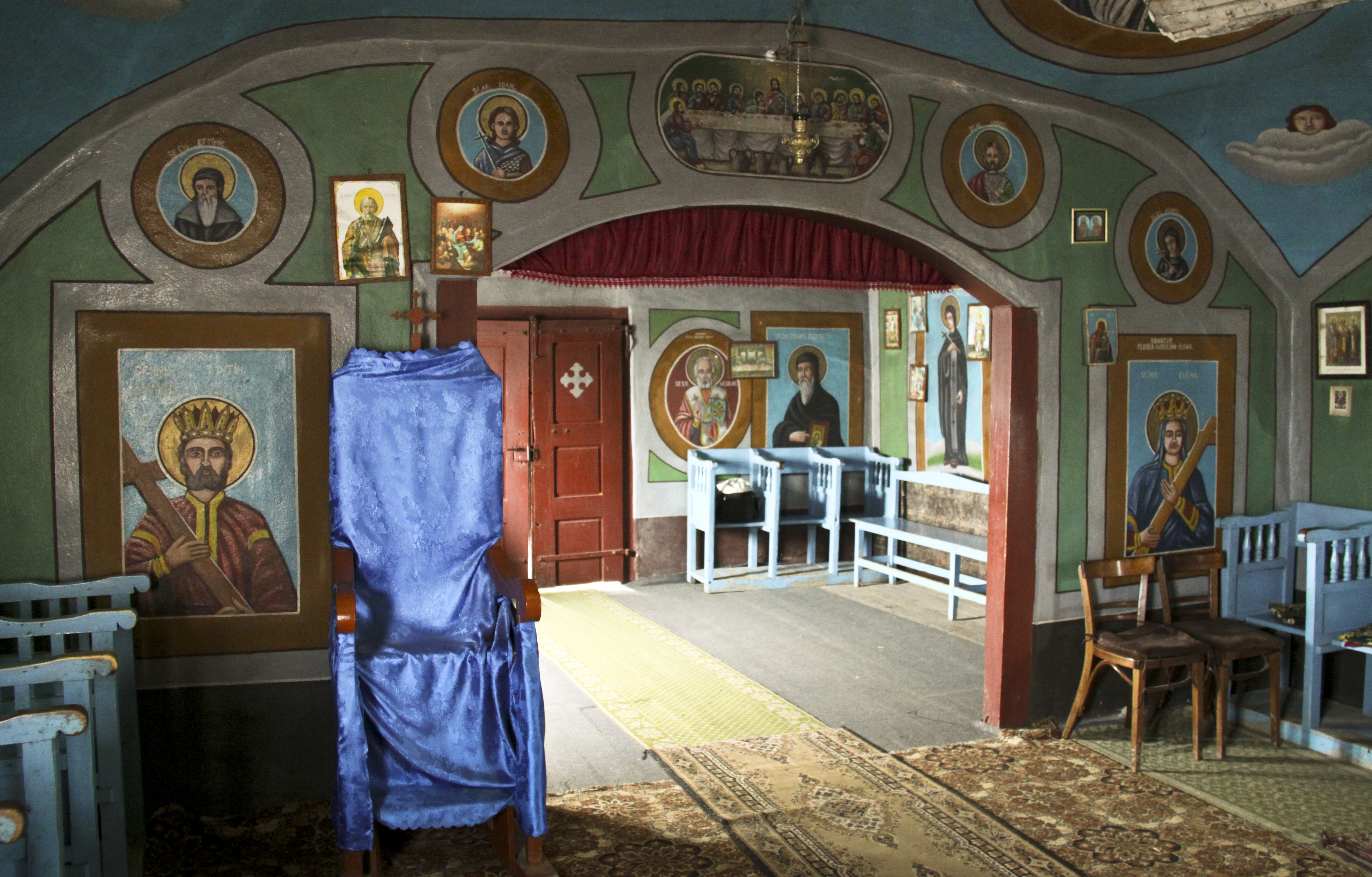
naos
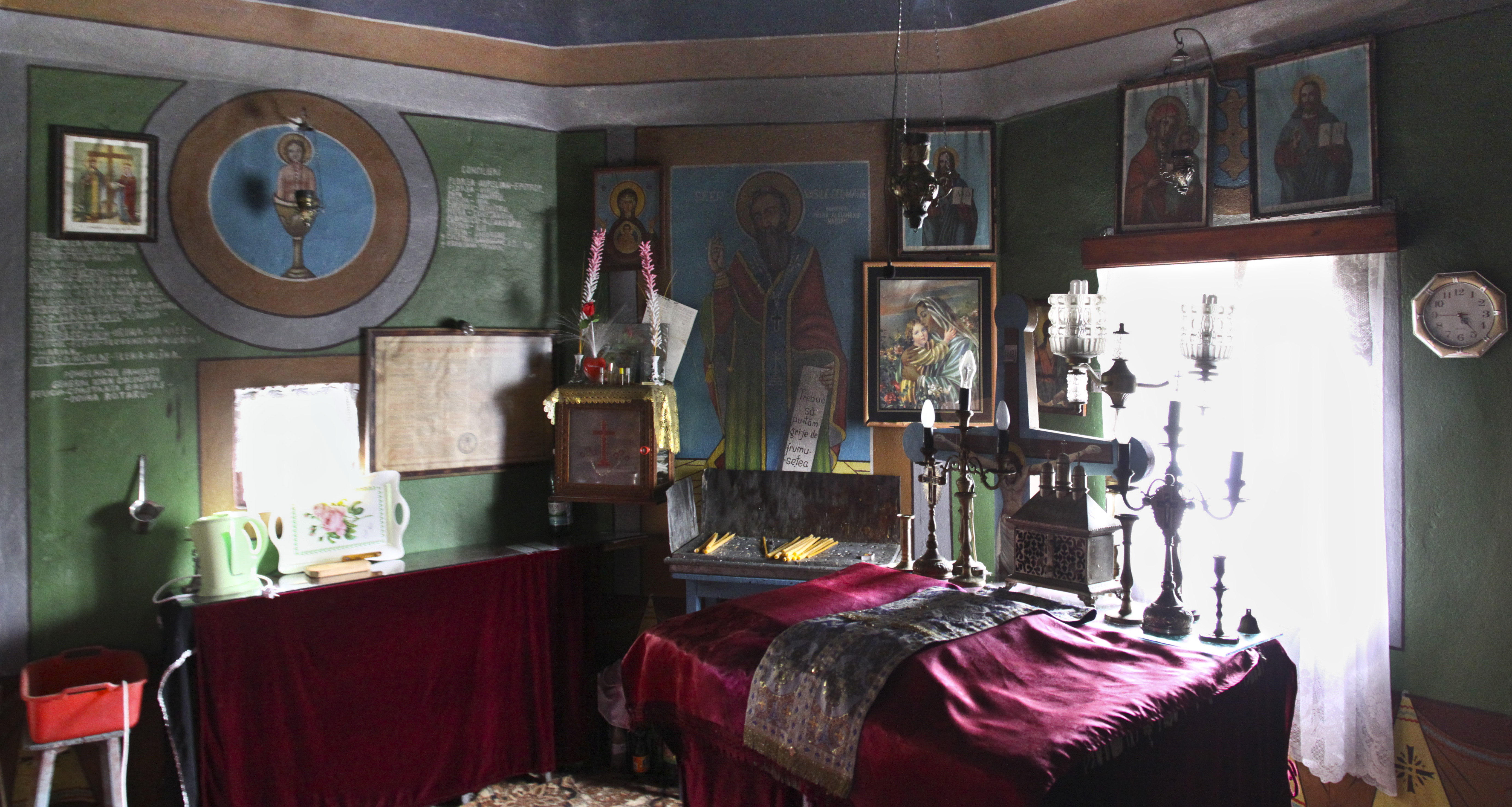
altar